# Pachygnatha dorothea
Pachygnatha dorothea is een spinnensoort in de taxonomische indeling van de strekspinnen.
Het dier behoort tot het geslacht Pachygnatha. De wetenschappelijke naam van de soort werd voor het eerst geldig gepubliceerd in 1894 door McCook.